# Jean-Pierre Beltoise
Jean-Pierre-Maurice-Georges Beltoise, född 26 april 1937 i Paris, död 5 januari 2015 i Dakar, Senegal, var en fransk racerförare.

## Racingkarriär
Beltoise började med framgång köra motorcykel, sportbil, formelbil och debuterade i formel 1 i Matra säsongen 1967. 
Säsongen 1969 värvades han av Tyrrell som stallkamrat till den blivande världsmästaren Jackie Stewart men återvände sedan till Matra. 
Beltoise körde då även i Matras sportbilsteam och blev inblandad i en dödsolycka i Buenos Aires 1971, i vilken Ignazio Giunti omkom. 
Detta medförde att Beltoise förlorade sin internationella racinglicens under en tid. 
Följande säsong gick han till BRM-stallet, i vilket han vann sin enda seger, Monacos Grand Prix 1972 i hällande regn.

## F1-karriär
| Säsong                | Stall/Tillverkare                     | Placering             | Lopp   | Poäng | Etta | Tvåa | Trea | Pole | Varv |
| --------------------- | ------------------------------------- | --------------------- | ------ | ----- | ---- | ---- | ---- | ---- | ---- |
| 1967                  | Matra-Ford                            | -                     | 3      |       |      |      |      |      |      |
| 1968                  | Matra-Ford Matra Tyrrell (Matra-Ford) | 9                     | 1 10 1 | 1 2 8 |      | 1    |      |      | 2    |
| 1969                  | Tyrrell (Matra-Ford)                  | 5                     | 11     | 21    |      | 1    | 2    |      | 1    |
| 1970                  | Matra                                 | 9                     | 13     | 16    |      |      | 2    |      |      |
| 1971                  | Matra                                 | 22                    | 7      | 1     |      |      |      |      |      |
| 1972                  | BRM                                   | 11                    | 11     | 9     | 1    |      |      |      | 1    |
| 1973                  | BRM                                   | 10                    | 15     | 9     |      |      |      |      |      |
| 1974                  | BRM                                   | 13                    | 15     | 10    |      | 1    |      |      |      |
| Sammanlagt 8 säsonger | Sammanlagt 8 säsonger                 | Sammanlagt 8 säsonger | 87     | 77    | 1    | 3    | 4    | 0    | 4    |

| 1. Nederländerna 1968 2. Frankrike 1969 3. Sydafrika 1974 |

| 1. Spanien 1969 2. Italien 1969 3. Belgien 1970 4. Italien 1970 |